# Neuendorf (Brück)

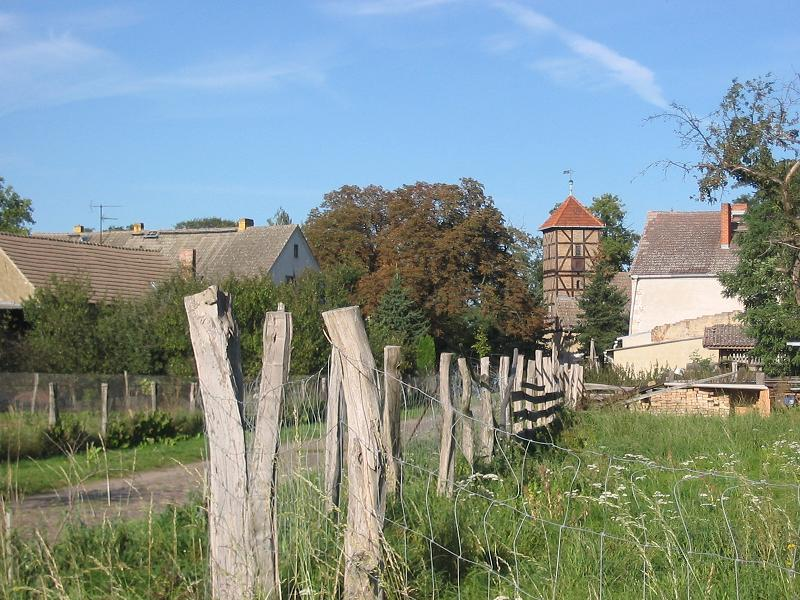
Neuendorf

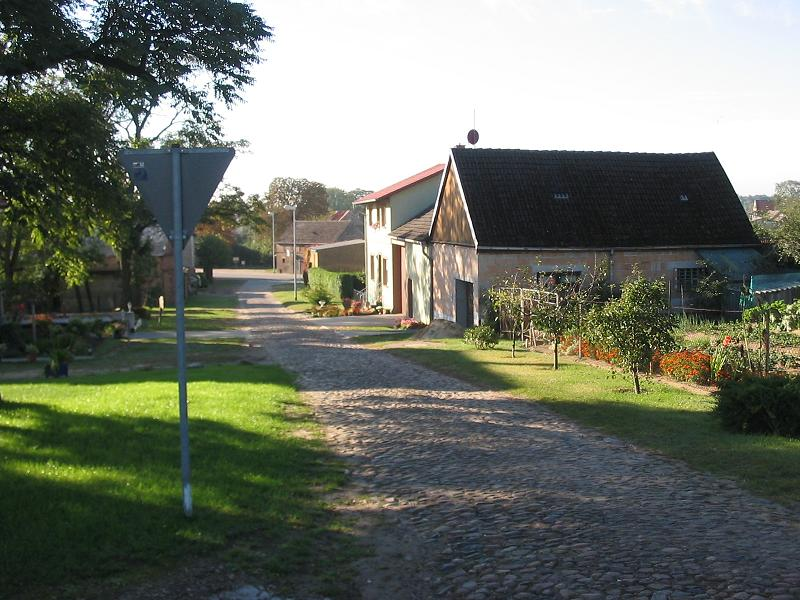
Bergstraße hoch zur Zauche

Neuendorf (ⓘ) ist ein Ortsteil der Stadt Brück im Brandenburger Landkreis Potsdam-Mittelmark.
Das Gassendorf mit 257 Einwohnern (2015) liegt an der Bundesstraße 246 auf der Grenze des Plateaus der Zauche zum Baruther Urstromtal. Nordöstlicher Nachbar ist die Gemeinde Borkheide, die sich in der Zauche von der Neuendorfer Heide bis zur Schäper Heide erstreckt. Nach Osten folgt der Beelitzer Ortsteil Schäpe und nach Südosten die Dörfer Alt Bork und Deutsch Bork aus der Gemeinde Linthe. Im Süden befindet sich jenseits des Urstromtals in einer Entfernung von rund fünf Kilometern der Ort Linthe. Der Hauptort Brück schließt sich nach rund drei Kilometern in westlicher Richtung an der B 246 an. In unmittelbarer Nachbarschaft zu Neuendorf wurde in den 1920er Jahren die Siedlung Stromtal mitten in das Urstromtal gebaut.

## Geschichte

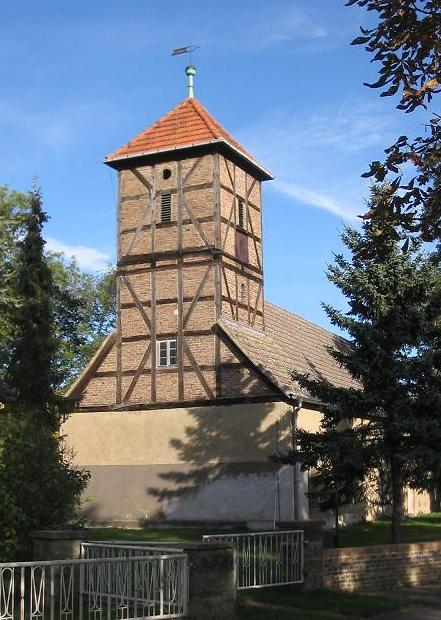
Kirche mit Fachwerkgiebelturm

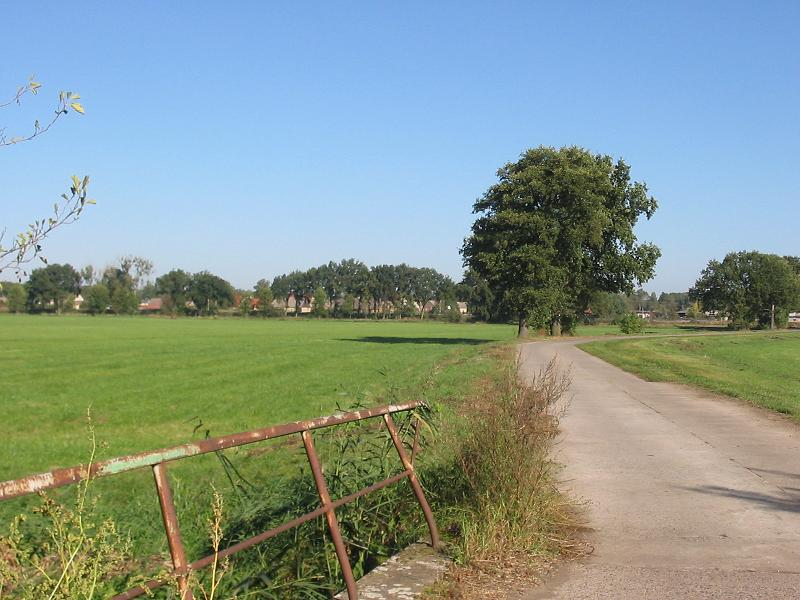
Weg ins Urstromtal

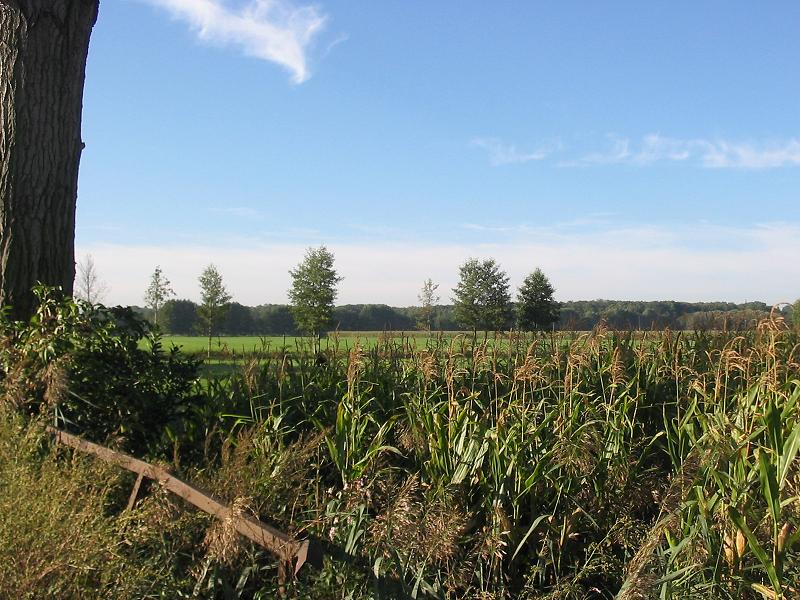
Blick zum Rest des Linther Oberbuschs

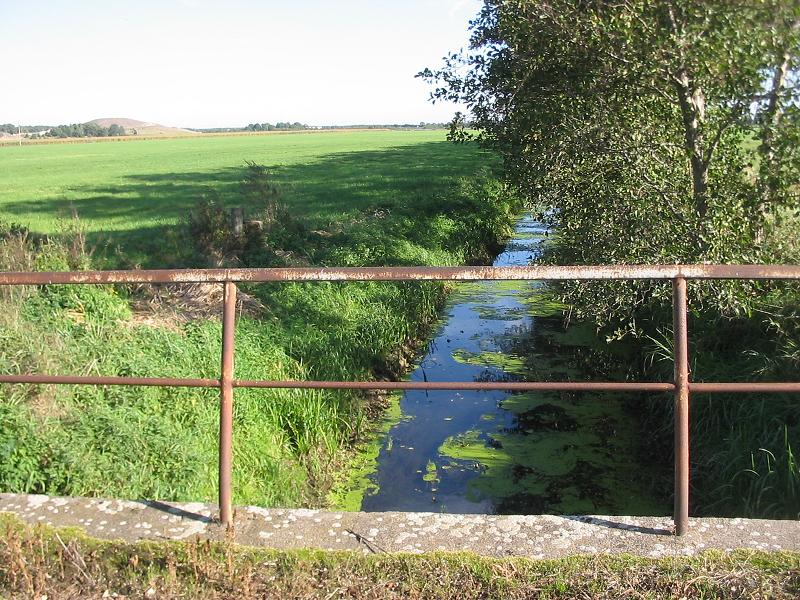
Meliorationsgraben

Die erste urkundliche Erwähnung des Ortes stammt aus dem Jahr 1337 als Nyendorf. 1375 ist das Dorf als Nyendorf prope Brugge verzeichnet. Während die Ableitung des häufig vorkommenden „sprechenden“ Namens klar ist, ist nicht bekannt, in Abgrenzung zu welchem Ort Neuendorf die Bezeichnung neu erhielt. Das Dorf war bis 1582 im Besitz der Ritterfamilie von Ziegesar und seit 1582 im Besitz der von Seelen. Von 1599 bis 1690 gehörte es der Familie von Bernewitz und anschließend bis 1726 dem Berliner Bürger Barth. Weitere Eigentümer waren: 1726–1733 Girschner, 1733–1737 ein Ludwig aus Magdeburg, danach die Familie Schmidt. 1830/1836 die Familie Kaehne, in deren Besitz es bis 1872 blieb.
Bis 1815 war Neuendorf für Brandenburg von großer Bedeutung, da das Dorf der letzte Grenzposten in der Märkischen Zauche in Richtung Sachsen war. Erst mit dem Wiener Kongress 1815 fiel der nördliche Teil des sächsischen Kurkreises, dem auch Brück und Belzig angehört hatten, endgültig an Preußen.
Neuendorf ist seit alters her landwirtschaftlich geprägt. Mit den umfangreichen Meliorationsmaßnahmen unter Friedrich dem Großen im Baruther Urstromtal kamen die Neuendorfer Bauern zu Wohlstand. Denn hatten sie ihre Äcker bislang auf dem sandigen, trockenen und eher unfruchtbaren Zaucheboden anlegen müssen, konnten sie ihre Anbauflächen seit der Mitte des 18. Jahrhunderts in die zu großen Teilen trockengelegte und fruchtbare Talung verlagern. Reste des ehemals ausgedehnten Erlenbruchwaldes Linther Oberbusch zwischen Neuendorf/Stromtal und der Autobahn 9 sowie eine Vielzahl an Entwässerungskanälen erinnern heute an die sumpfige Niederung.
Der verhältnismäßig hohe Wohlstand der Bauern in dieser Zeit spiegelte sich darin wider, dass sie 1795 mit 26 000 Talern das höchste Gebot abgaben, als das hochverschuldete Rittergut in Neuendorf versteigert werden sollte. Besitzer wurde dann allerdings Karl Rudolf Gans Edler zu Putlitz aus der noch heute bestehenden märkischen Uradelsfamilie Gans zu Putlitz, die insbesondere in den Jahrhunderten des Spätmittelalters zu den einflussreichsten Familien in der Prignitz gehört hatte. Putlitz starb hier 1824 völlig verarmt. Jan Feustel gibt eine Erzählung wieder, nach der die Tochter des edlen Herrn „mit einem Napf von Hof zu Hof [gegangen sei], um Nahrung zu erbetteln“ und „endlich vor Entkräftung im Stall eines Bauern gestorben“ sei.
Sehenswert ist die denkmalgeschützte Feldsteinkirche mit einem Giebelturm aus Fachwerk, die wahrscheinlich auf das 15. Jahrhundert zurückgeht und sehr wahrscheinlich einen Vorgängerbau hatte. Der Bau ist heute weitgehend verputzt. In der Kirche befindet sich eine Glocke, die aus dem Jahr 1690 stammen soll. 1839 wurde der Turm aufgesetzt, 1890 erfolgte eine Renovierung.

### Eingemeindung
Neuendorf bei Brück wurde am 31. Januar 2002 nach Brück eingemeindet.